# КК Тревизо
Кошаркашки клуб Тревизо (итал. Pallacanestro Treviso) је бивши италијански кошаркашки клуб из Тревиза. Од 1982. био је познат под именом Бенетон Тревизо.

## Историја
Клуб је основан 1954, а име Бенетон добија 1982. након што познати бренд Бенетон постаје главни спонзор. У богатој историји два пута је освајао Сапорта куп, пет пута био шампион Италије, осам пута победник Купа и четири пута победник Суперкупа на Апенинима.
У лето 2012. клуб је угашен након што је главни спонзор Бенетон престао да финансира клуб. Нови клуб који је настао као наследник је Тревизо баскет, који почиње од осмог ранга италијанске кошарке.

## Успеси

### Национални
- Серија А:

Првак (5): 1992, 1997, 2002, 2003, 2006.
- Куп Италије:

Освајач (8): 1993, 1994, 1995, 2000, 2003, 2004, 2005, 2007.
- Суперкуп Италије:

Освајач (4): 1998, 2002, 2003, 2006, 2007.

### Међународни
- Куп Рајмонда Сапорте:

Освајач (2): 1995, 1999.
- Евролига:
  - Финалиста (2): 1993, 2003.

## Познатији играчи
- Жељко Ребрача
- Тони Кукоч
- Андреа Барњани
- Маркус Браун
- Хорхе Гарбахоса
- Боштјан Нахбар
- Рамунас Шишкаускас
- Петар Наумоски
- Трејџан Лангдон
- Данијел Хекет
- Лајонел Чалмерс

## Познатији тренери
- Жељко Обрадовић
- Александар Ђорђевић
- Еторе Месина
- Јасмин Репеша
- Дејвид Блат
- Мајк Д'Антони